# Lulla
Lulla ist eine ungarische Gemeinde im Kreis Tab im Komitat Somogy. Zur Gemeinde gehören die Ortsteile Jabapuszta und Kisecseny.

## Geografische Lage
Lulla liegt 51,5 Kilometer nordöstlich des Komitatssitzes Kaposvár und 6 Kilometer nördlich der Kreisstadt Tab an dem Fluss Jaba-patak. Die höchste Erhebung auf dem Gemeindegebiet ist der 288 Meter hohe Flóra-hegy. Nachbargemeinden sind Torvaj und Sérsekszőlős im Süden sowie Balatonendréd im Norden.

## Geschichte
Lulla ist erst seit 1947 eine eigenständige Gemeinde.

## Sehenswürdigkeiten
- Büsten von Alajos Erényi (1920–2016) und seiner Frau Erzsébet Erényiné Karlik (1931–2017), Uhrmachermeister, Maler und Ehrenbürger von Lulla
- Glockenturm aus Eisen, 1930 errichtet
- Heimatgeschichtliche Sammlung (Helytörténeti gyűjtemény)
- Römisch-katholische Kirche Szent Erzsébet, 1983 erbaut[3]
- Weltkriegsdenkmal

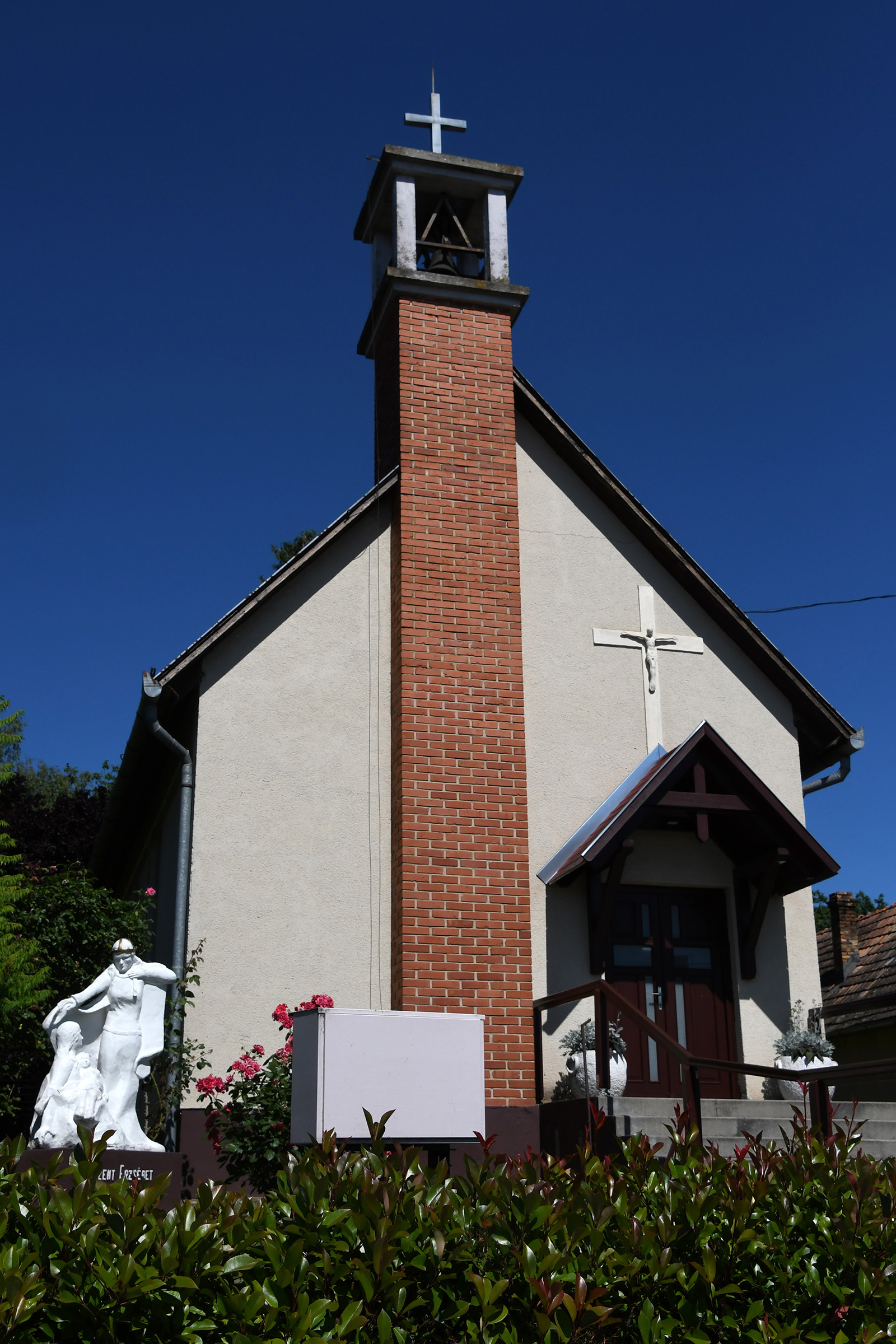
Römisch-katholische Kirche Szent Erzsébet
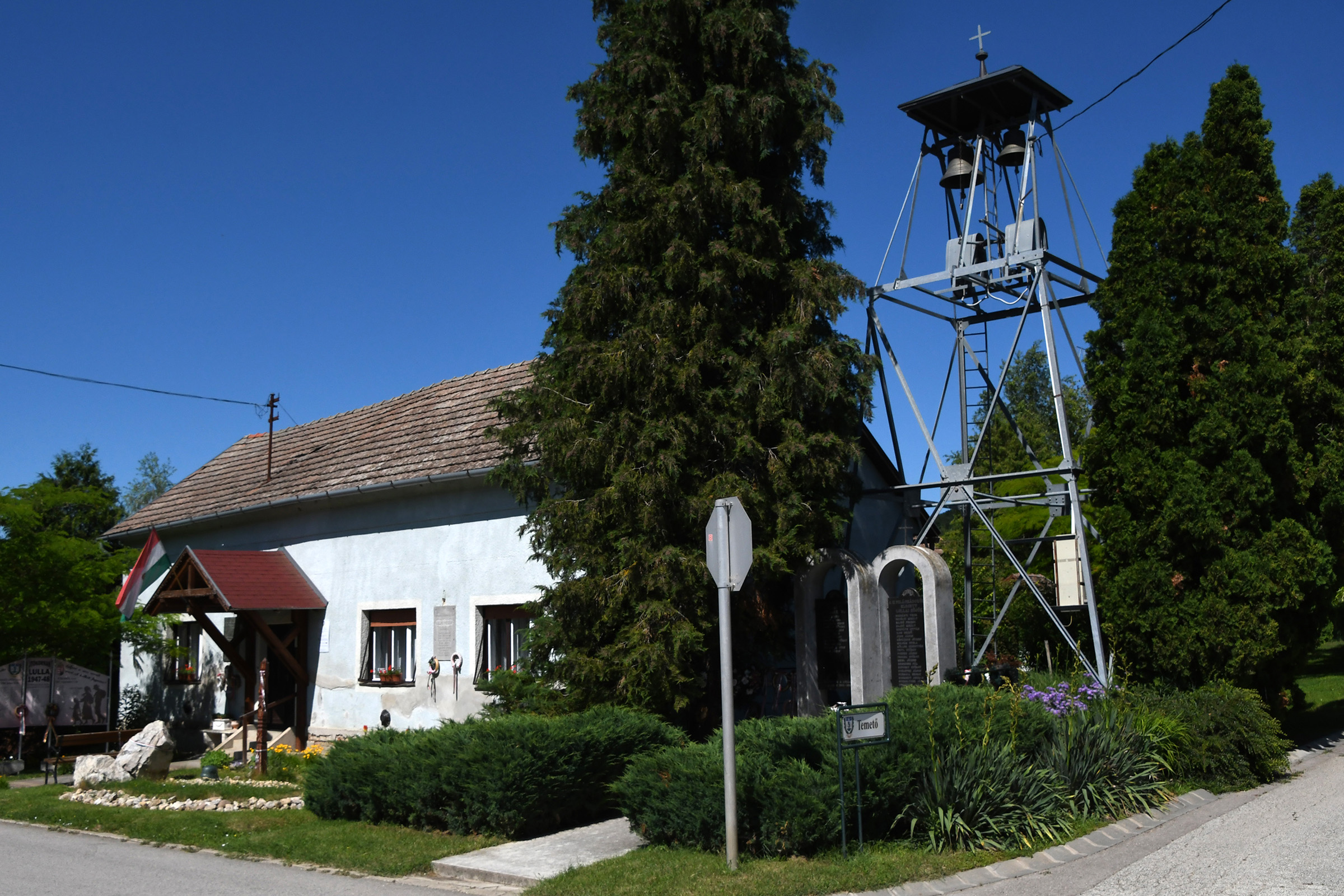
Glockenturm, links das evangelische Gebetshaus
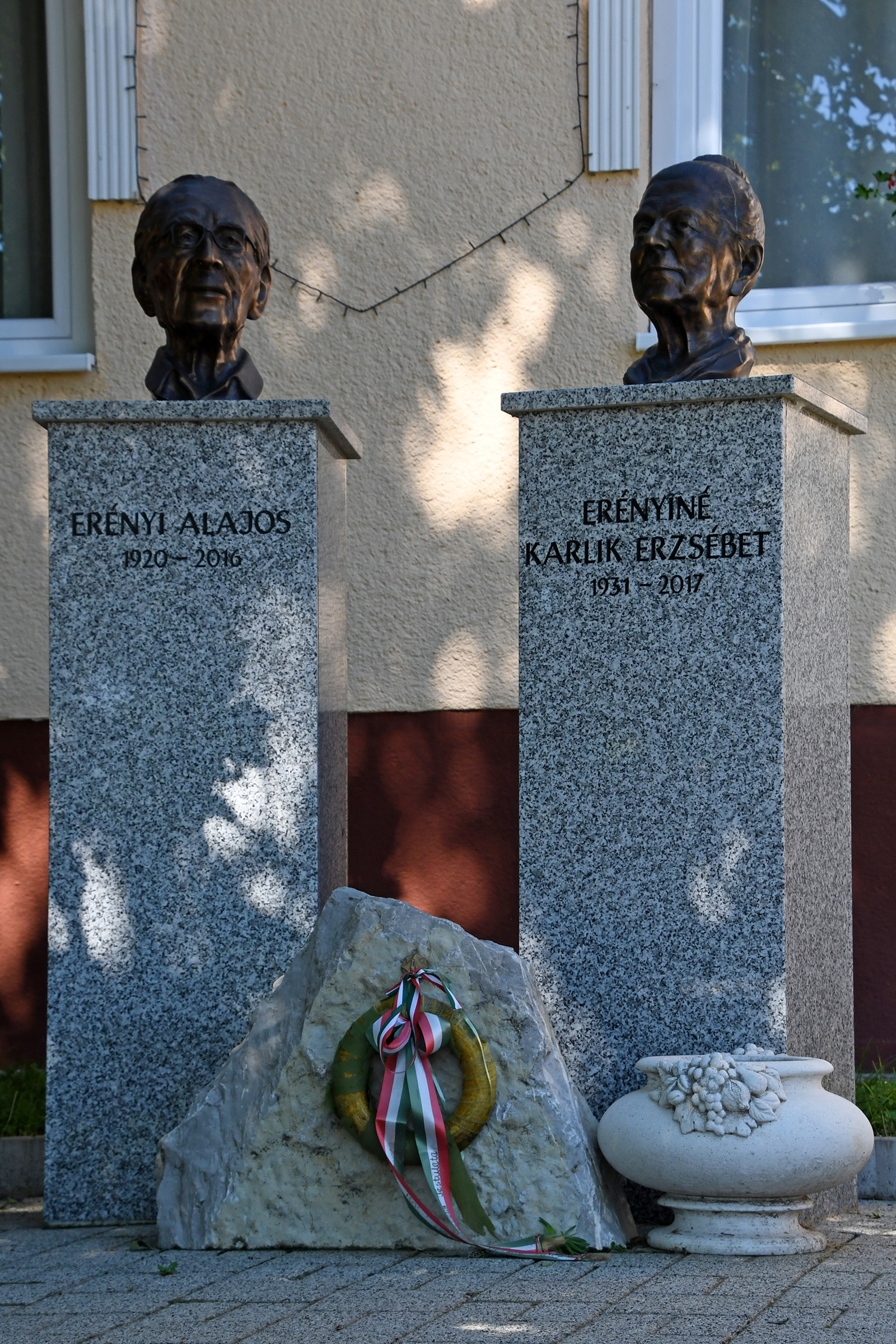
Büsten von Alajos Erényi und seiner Ehefrau
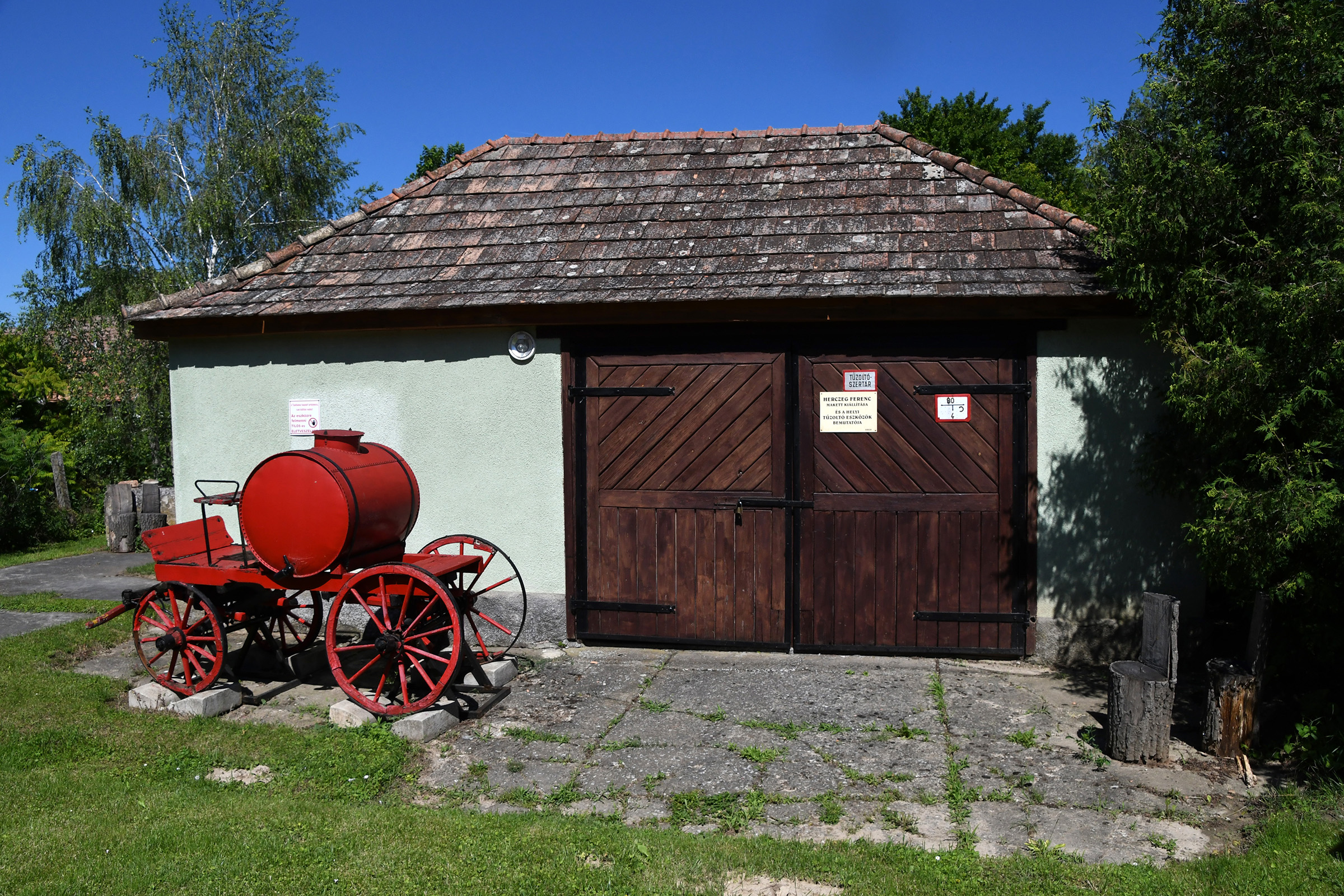
Feuerwehrhaus

## Verkehr
Westlich des Ortes verläuft die Landstraße Nr. 6501. Es bestehen Busverbindungen nach Tab sowie über Balatonendréd und Zamárdi nach Siófok. Der nächstgelegene Bahnhof befindet sich sieben Kilometer südlich in Tab.